# El Metlapil
El Metlapil es una localidad del estado mexicano de Guerrero. Es parte del municipio de Acapulco de Juárez.

## Toponimia
El nombre «Metlapil» proviene de los términos en náhuatl: metlatl, metate; pilli, apéndice. Su significado es «metlapile», rodillo de piedra utilizado para moler granos en el metate.

## Demografía
| Gráfica de evolución demográfica |
|                                  |

| Censo | Población |
| ----- | --------- |
| 1970  | 260       |
| 1980  | 505       |
| 1990  | 630       |
| 2000  | 814       |
| 2010  | 1 082     |
| 2020  | 1 286     |